# Архивист

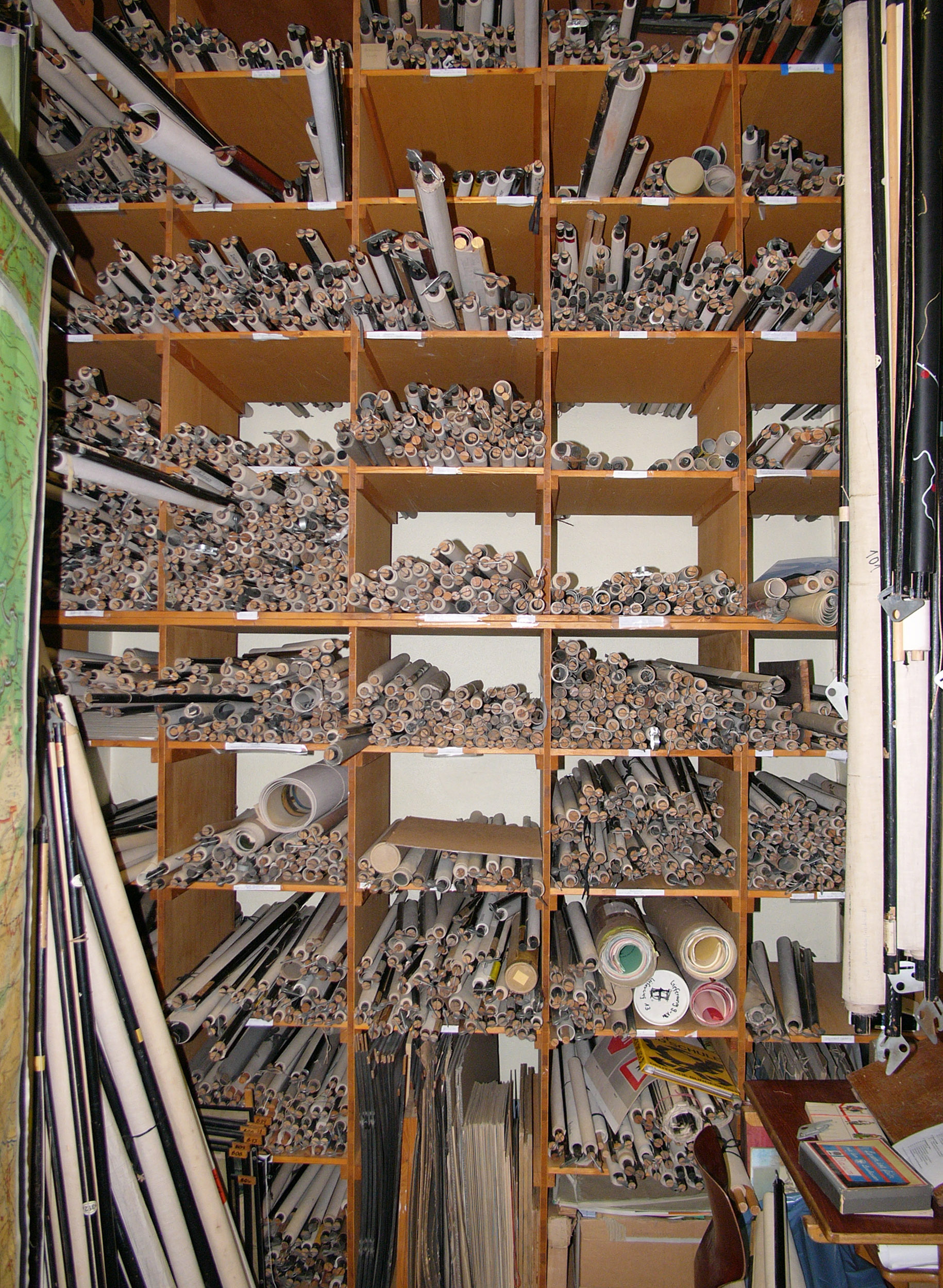
Архивная полка

Архиви́ст (архива́риус, актуариус) — хранитель или сотрудник архива.

## Этимология
В русский язык термин «Архивариус» — начальник архива пришёл из латинского языка: лат. archivarius от лат. archivum — архив ← др.-греч. ἀρχεῖον, ἀρχήϊον — правительственное здание, резиденция государственных или городских властей, ведомство.

## Актуариус, архивариус, архивист, архиватор
До начала XX века слова актуариус, архивариус, архивист, архиватор не были синонимами.
Архивариусом называли чиновника, занимавшего должность директора (управляющего, заведующего) архива. В «Толковом словаре русского языка» Ушакова, слово «архивариус» расшифровывается не иначе, как «заведующий архивом».

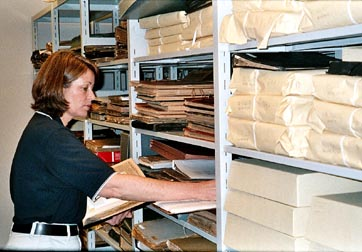
Архивист

Должность актуариуса в России официально появилась 28 февраля 1720 года (10 марта по новому стилю), возможно 16 июля.
Эта дата связана с тем, что Петром Великим был подписан «Генеральный регламент или Устав». Он определил основы организации государственного управления в стране и ввел во всех государственных органах власти архивы и государственную должность, которому надлежало «письма прилежно собирать, оным реестры чинить, листы перемечивать…».
- Другой важной датой в истории архивного дела является 18 марта 1917 года: день первого собрания Союза российских архивных деятелей под председательством А. С. Лаппо-Данилевского[3];
- Третья важная дата для Археографии — 1 июня 1918 года, когда В. И. Ленин подписал декрет «О реорганизации и централизации архивного дела в РСФСР»[3].

С 2002 года 10 марта стал профессиональным праздником архивоведов. На современный язык эту должность можно перевести как секретарь-регистратор.
Постепенно, со становлением архивоведения как самостоятельной научной дисциплины слова «актуариус» и «архивариус» стали постепенно вытесняться из лексикона термином «архивист». Во многом из-за того, что без специальной подготовки быть хорошим управляющим архивом стало практически невозможно. Поэтому директоров стали выбирать из подготовленного персонала, имеющего научный статус архивиста, который, в отличие от должности, был неизменным.